# Annamanum strandi
Annamanum strandi är en skalbaggsart som beskrevs av Stefan von Breuning 1938. Annamanum strandi ingår i släktet Annamanum och familjen långhorningar. Inga underarter finns listade i Catalogue of Life.